# The Bondman
The Bondman é um filme mudo britânico de 1929, do gênero aventura histórica, dirigido por Herbert Wilcox.